# Prolapso
Na medicina, o prolapso é uma condição em que os órgãos caem ou deslizam para fora do lugar. É usado para órgãos que se projetam através da vagina ou do reto ou para o desalinhamento das válvulas do coração. O prolapso literalmente significa "cair fora do lugar", do latim prolabi que significa "deslize".